# Eleição presidencial em São Tomé e Príncipe de 2011
A eleição presidencial de São Tomé e Príncipe foram realizadas em 17 de julho de 2011 o primeiro turno e 7 de agosto de 2011 o segundo turno.
Houve 10 candidatos ao cargo, incluindo o ex-presidente Manuel Pinto da Costa, que foi eleito com 52,88% dos votos válidos.

## Resultados
Sumário das eleições presidenciais de 17 de julho e 7 de agosto de 2011 em São Tomé e Príncipe 
| Candidatos – Partidos                | Primeira rodada | Primeira rodada | Segunda rodada | Segunda rodada |
| Candidatos – Partidos                | Votos           | %               | Votos          | %              |
| ------------------------------------ | --------------- | --------------- | -------------- | -------------- |
| Manuel Pinto da Costa – independente | 21,457          | 35.62           | 35,112         | 52.88          |
| Evaristo Carvalho – ADI              | 13,125          | 21.79           | 31,287         | 47.12          |
| Delfim Neves – PCD-GR e FMDM-PL      | 8,652           | 14.36           |                |                |
| Maria das Neves – independente       | 8,461           | 14.04           |                |                |
| Elsa Pinto – independente            | 2,682           | 4.45            |                |                |
| Aurélio Martins – MLSTP              | 2,445           | 4.06            |                |                |
| Filinto Costa Alegre – independente  | 2,401           | 3.99            |                |                |
| Hélder Barros – independente         | 414             | 0.69            |                |                |
| Jorge Coelho – independente          | 401             | 0.67            |                |                |
| Manuel de Deus Lima – independente   | 208             | 0.35            |                |                |
| Votos Válidos                        | 60,246          | 95.13           | 66,399         | 96.81          |
| Votos Nulos                          | 2,822           | 4.87            | 2,191          | 3.19           |
| Total dos votos                      | 63,328          | 100.00          | 68,590         | 100.00         |
| A afluência às urnas                 | 68.4%           | 68.4%           | 74.0%          | 74.0%          |
| Fonte: African Election Database     |                 |                 |                |                |